# André Villas-Boas
Luís André de Pina Cabral e Villas-Boas (Porto, 17 de outubro de 1977) é um dirigente desportivo e ex-treinador de futebol português. É o 32.º presidente do Futebol Clube do Porto eleito, sucedendo no cargo a Jorge Nuno Pinto da Costa. Tomou oficialmente posse do cargo em 7 de maio de 2024.
Com raízes familiares ligadas à fundação do clube portuense, desempenhou neste uma única temporada como treinador da equipa principal (2010–11), tendo conquistado uma Supertaça Cândido de Oliveira, um Campeonato Nacional, uma Liga Europa e uma Taça de Portugal. Em 2011, foi considerado pelo ranking da IFFHS como o 4.º melhor treinador de futebol do mundo.
Durante a sua carreira, treinou ainda os clubes Associação Académica de Coimbra, Chelsea, Tottenham, Zenit, Shanghai e Olympique de Marseille, tendo ainda desempenhado os cargos de coordenador e observador técnico.

## Biografia

### Juventude
André Villas-Boas nasceu a 17 de outubro de 1977, na cidade do Porto, no seio de uma família aristocrática e de origens inglesas, com raízes intimamente ligadas à fundação do Futebol Clube do Porto, como António Nicolau d'Almeida ou José Monteiro da Costa.
Villas-Boas cedo se interessou por futebol, chegando a ponderar ser futebolista. No entanto, rapidamente se tornou num apaixonado pelo papel de treinador e pelos aspetos táticos do jogo. Quando, em 1994, Bobby Robson veio treinar o FC Porto, veio morar no prédio de Villas-Boas, o que levou o jovem aprendiz de treinador a tentar aproximar-se do treinador do Porto. Com 16 anos, escreveu uma carta ao treinador inglês em que sugeria como o então treinador principal do Futebol Clube do Porto poderia dar mais rendimento a Domingos Paciência, seu ídolo da juventude. Este contacto com Bobby Robson fez com que o Inglês ajudasse Villas-Boas a obter as suas certificações de treinador, apesar de, com apenas 17 anos, a lei não o permitir.

## Carreira

### Como coordenador e observador técnico
Começou a trabalhar nos escalões de formação do FC Porto, mas não tardou a tornar-se director técnico das Ilhas Virgens Britânicas (chegou a selecionador, tendo perdido por 5–1 e 9–0 nos dois jogos contra a seleção da Bermuda que; já em 2010, as Ilhas Virgens Britânicas perderam por 14–0.), escondendo sempre que só tinha 21 anos.
De regresso ao Porto, foi treinador das camadas jovens até à chegada (um ano depois) de José Mourinho que, conhecendo-o dos tempos de Bobby Robson e reconhecendo as suas capacidades, lhe pediu para se tornar seu assistente. Assim, durante cinco temporadas (2003 a 2008) foi responsável por uma parte importante do êxito de José Mourinho no FC Porto e Chelsea, com tarefas específicas como analisar os adversários e fazer prospeção detalhada de jogadores. Após a saída do Chelsea, seguiu Mourinho para a Internazionale como seu adjunto.

### Como treinador

#### Académica de Coimbra
Manifestou desejo a Mourinho de dar um novo rumo à sua carreira como treinador principal noutra equipa de futebol profissional, algo que aconteceu um em 13 de outubro de 2009, foi lhe apresentado a proposta de ser o técnico principal da Académica de Coimbra, com a missão tirar a equipa do último lugar da Primeira Liga. Com apenas 31 anos esta seria a sua primeira aventura naquele posto.
A 12 de novembro de 2009, apenas um mês após a sua ingressão na Académica de Coimbra, foi emitida a notícia de que Villas Boas seria o escolhido pelo Sporting para suceder a Paulo Bento no comando técnico da equipa. Algo desmentido no dia seguinte pela Académica através do site oficial do clube.

#### FC Porto
No dia 2 de junho de 2010, André Villas-Boas foi anunciado oficialmente como o novo treinador da equipa de futebol profissional do Futebol Clube do Porto, substituindo Jesualdo Ferreira para as seguintes duas épocas, através de um comunicado oficial do clube à Comissão do Mercado de Valores Mobiliários (CMVM). De acordo com a proposta, Villas-Boas auferiu 55 mil euros/mês. Teve como treinadores adjuntos, no Futebol Clube do Porto, Vítor Pereira (antigo treinador do Santa Clara e treinador principal no Porto após Villas-Boas), e Pedro Emanuel (ex-futebolista do Porto).
Durante esta época, talvez considerada a melhor da década, Villas-Boas conquistou uma Supertaça Cândido de Oliveira, um Campeonato Nacional, uma Liga Europa e uma Taça de Portugal.

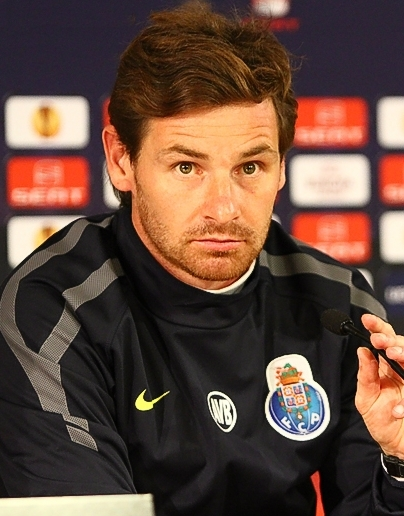
André Villas-Boas no Porto em 2011

Villas-Boas tornou-se assim o quinto técnico a conseguir ganhar o campeonato português logo na primeira temporada em que dirige uma equipa desde o início, feito que no FC Porto só tinha sido alcançado por Mourinho, na época de 2002–03.[carece de fontes?] Tornou-se também o terceiro treinador mais novo de sempre a conquistar o título de campeão nacional de futebol, com 33 anos de idade, estando atrás do húngaro Mihaly Siska (campeão pelo FC Porto em 1938–39) e de Júlio Cernadas Pereira, mais conhecido como Juca (campeão pelo Sporting em 1961–62).[carece de fontes?] Com a conquista da Liga Europa tornou-se também no mais jovem treinador de sempre a ganhar uma prova europeia.
De entre os feitos de Villas-Boas no FC Porto destacam-se:
- Conquista de um campeonato sem derrotas, feito que não era conseguido desde 1972/73.[16]
- Clube com mais jogos ao longo de todas as competições sem perder (36). O recorde anterior pertencia, também no Porto, a José Mourinho.[17] Parte desta sequência foi conseguida pelo anterior treinador, Jesualdo Ferreira.
- Maior número de vitórias de um clube Português na Europa (14)[18]
- Consagração do clube como campeão nacional no Estádio da Luz, algo que não acontecia há 71 anos.[19]
- Maior número de vitórias consecutivas numa época (16).
- Maior número de pontos numa época de 30 jogos (84).[16]
- Maior margem de pontos para o segundo classificado (21 pontos de vantagem para o Benfica).[16]
- Conquista de quatro troféus, igualando o feito de Tomislav Ivic, no FC Porto, em 1987-88.
- Reviravolta que nunca tinha acontecido nas meias-finais da Taça de Portugal frente ao SL Benfica. Após perder por 2–0 em casa, a equipa de Villas-Boas venceu por 3–1 no Estádio da Luz.[20]
- Ultrapassagem por parte do FC Porto do número de títulos do SL Benfica, tornando-se, assim, no clube com mais troféus oficiais em Portugal.[21][22][23][24][25][26][27][28][29][30][31]

#### Chelsea

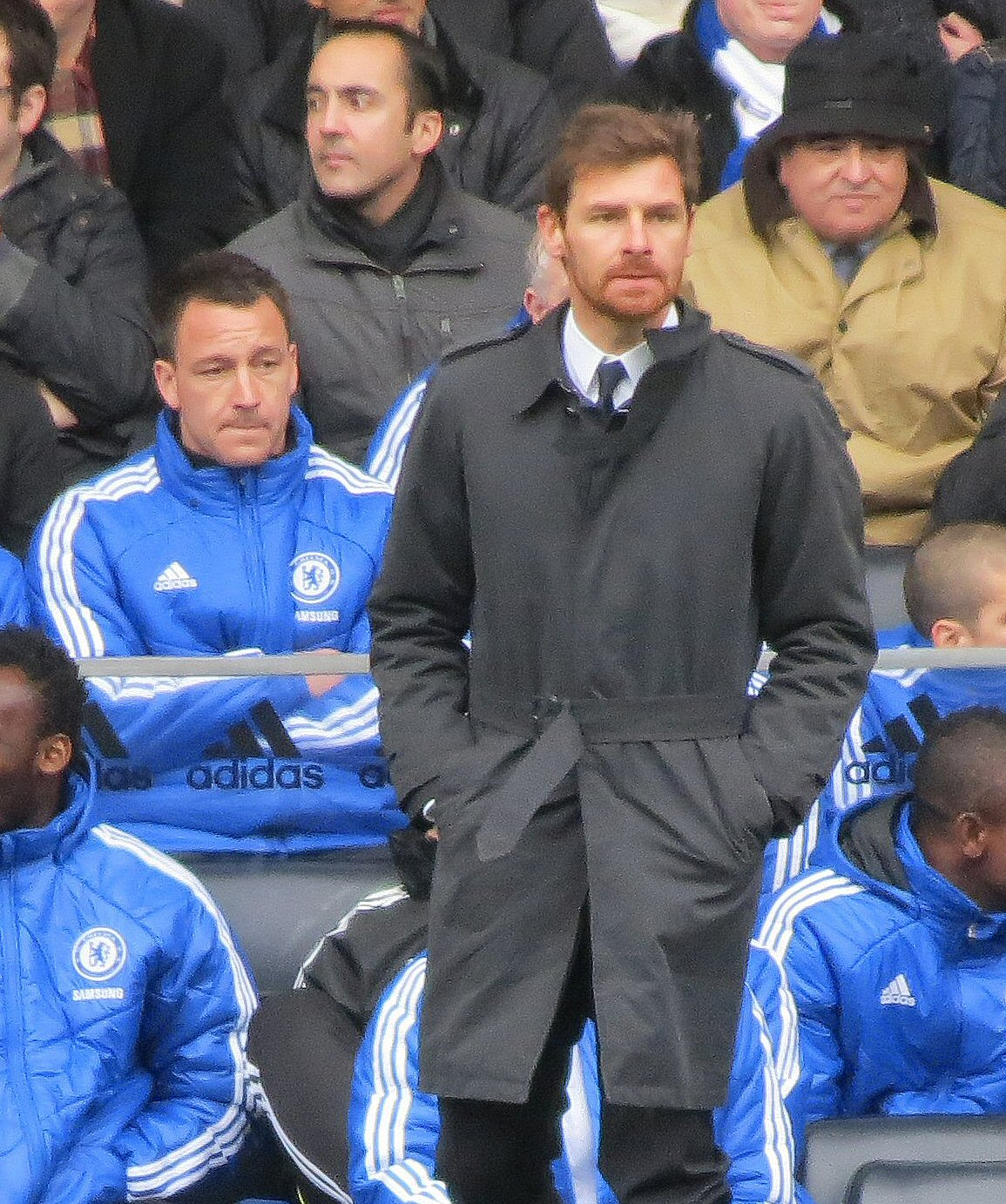
Villas-Boas no Chelsea em 2012

No dia 20 de junho de 2011, notícias apontaram o treinador como futuro técnico do Chelsea FC, uma vez paga a cláusula de rescisão de 15 milhões de euros. No dia seguinte, o Porto comunicou à Comissão do Mercado de Valores Mobiliários (CMVM) o pagamento da cláusula e consequente rescisão de contrato. Com a compensação paga, o Chelsea confirmou o interesse e as negociações com Villas-Boas, e, no dia 22 de junho de 2011, anunciou oficialmente a contratação do treinador, por três anos. Foi anunciado que o contrato pelo Chelsea renderá a Villas-Boas um salário de 5 milhões de euros anuais, o que correspondia a cerca de oito vezes o vencimento auferido a treinar o Futebol Clube do Porto.
Foi despedido do Chelsea no dia 4 de março de 2012, após uma derrota por 1–0 frente ao West Bromwich, que deixou os Blues a três pontos do quarto lugar na Premier League, que disputava com o Arsenal. No ano em que foi despedido do clube inglês, este acabou por vencer a Champions League com o interino Roberto Di Matteo. Mesmo tendo realizado uma excelente campanha na fase de grupos desta competição, André Villas Boas acabou por não conseguir ser campeão europeu.
Apesar da má campanha no clube londrino, os dirigentes e os adeptos que o apoiaram devem-se recordar do português, pois foi adjunto de Mourinho quando este treinava o Chelsea, e foi ele que descobriu o belga Thibaut Courtois, aquele que posteriormente seria o guarda-redes da equipa e considerado um dos melhores do mundo.

#### Tottenham

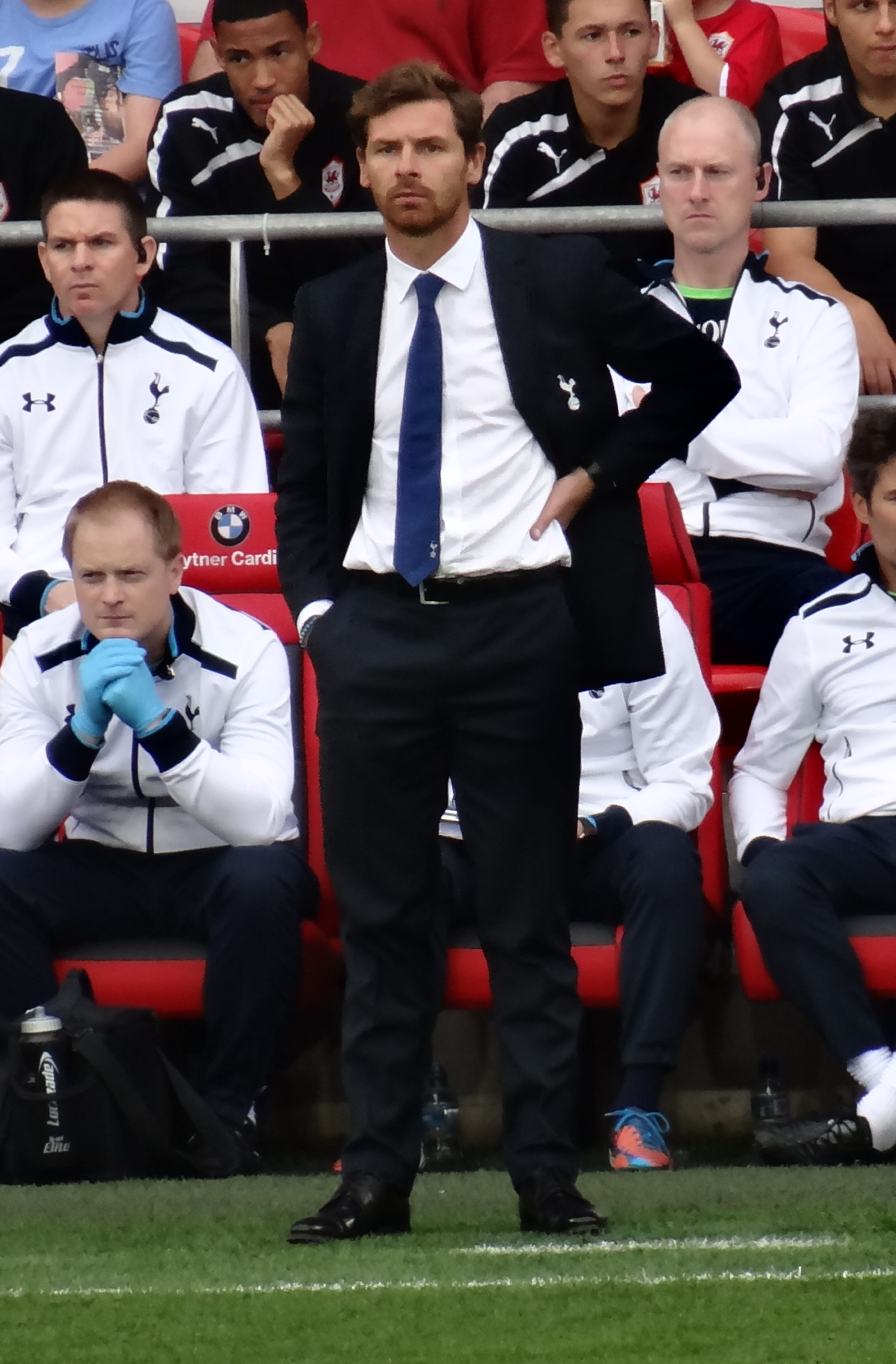
André Villas-Boas no Tottenham em 2013

A 3 de julho de 2012 foi anunciado que Villas-Boas seria o novo treinador do Tottenham, tendo assinado um contrato por três épocas.
Em 16 de dezembro de 2013, após uma derrota por 5–0 no White Hart Lane contra o Liverpool, Villas-Boas deixou o comando técnico do Tottenham, segundo comunicado oficial do clube, por decisão de ambas as partes. Embora o português tenha sido o treinador com mais sucesso no comando dos Spurs desde 1992, tendo ganho 54% dos seus jogos na Premier League e tenha ganho seis jogos num total de seis no Grupo K da Liga Europa, o clube londrino decidiu que o melhor seria dispensar Villas-Boas, para surpresa de todos, inclusive dos jogadores e dos adeptos do clube.

#### Zenit

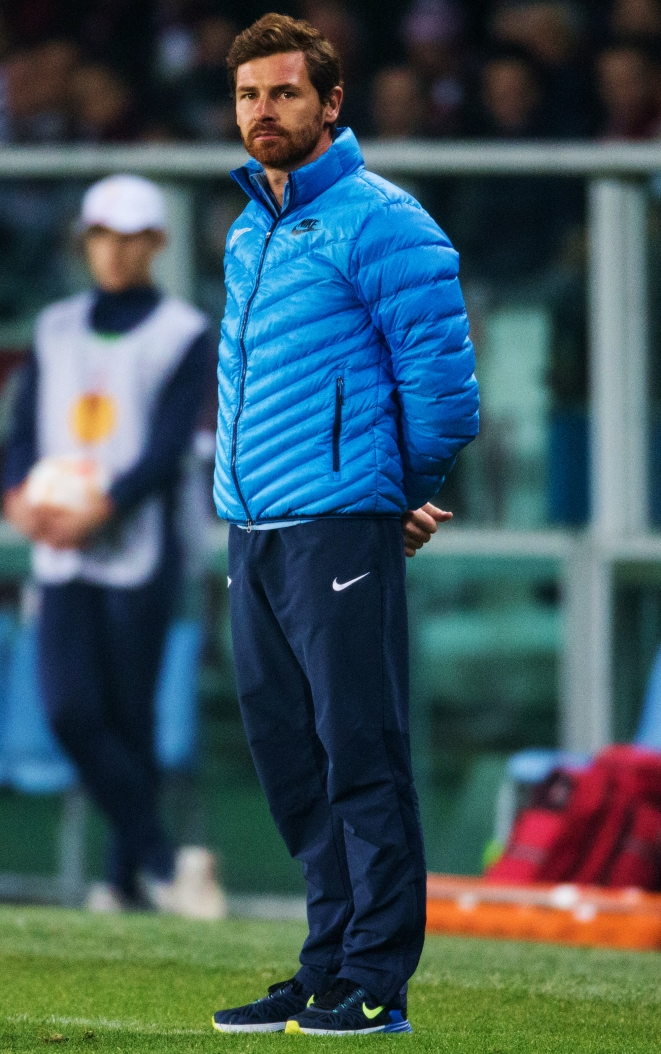
Villas-Boas no Zenit em 2015

Após ser despedido do Tottenham, Villas-Boas é indicado para treinador do FC Zenit São Petersburgo. Assina pelo clube russo em 2013–14, após o mercado de inverno (janeiro), tendo aí se reencontrado com o brasileiro Hulk, jogador treinado pelo português no FC Porto. Villas-Boas estreia-se em grande com uma vitória, e consegue mais umas, porém acaba o campeonato em segundo lugar atrás do CSKA Moskva.
Após o início da época 2014–15, Villas-Boas, após terminar 2013–14 em segundo, segue para o play-off da Champions para conseguir um lugar na prova milionária. Já o campeão CSKA segue diretamente para a fase de grupos (onde ficou com Bayern de Munique, Manchester City e Roma).
André Villas-Boas consegue passar o play-off e junta-se assim ao grupo de Mónaco, Benfica e Bayer Leverkusen. Villas-Boas termina assim em terceiro lugar, jogando assim a Liga Europa, mas fica fora dos oitavos-de-final da Champions (passaram Mónaco e Bayer Leverkusen).
Na Liga Europa, o Zenit elimina PSV nos 16 avos-de-final (1–0 na primeira mão em Eindhoven, e 3–0 na segunda mão em São Petersburgo), e Torino nos oitavos-de-final (vence 2–0 na primeira mão em casa, e perde 1–0 na segunda mão em Turim).
Nos quartos-de-final, Villas-Boas é eliminado pelo Sevilha (perde 2–1 na primeira mão em Sevilha e empata 2–2 em São Petersburgo).
Dada a eliminação do Zenit das competições europeias em 2014-2015, Villas-Boas continuou a caminho do título da Premier League Russa até se sagrar finalmente campeão, com 67 pontos — sete a mais que o CSKA Moskva e Krasnodar, respetivamente.
Concluída a passagem pelo Zenit, o treinador anunciou em 23 de maio de 2016 que faria uma pausa na carreira.

#### Shanghai SIPG
Em 4 de novembro de 2016 foi anunciado como novo técnico do clube chinês Shanghai SIPG. A equipe milionária do oriente contratou o português após demitir o sueco Sven-Göran Eriksson, que estava a frente da equipe por duas temporadas. André aceitou a oferta de salário de 12 milhões de euros por ano com duração de duas temporadas, tornando-se o quarto técnico mais bem pago do mundo.
Após uma temporada com muita expectativa por títulos, Villas-Boas deixou o comando técnico ao final da temporada, no dia 30 de novembro de 2017, logo após perder a final da Copa da China para o arquirrival Shanghai Shenhua. O SIPG já tinha sido eliminado nas semifinais da Liga dos Campeões da AFC para o Urawa Red Diamonds. Apesar do vice-campeonato na Super Liga Chinesa, o português pediu demissão do clube chinês. A intenção da diretoria era uma renovação, mas Villas-Boas recusou para poder competir no ano seguinte pelo Rali Dakar. Villas-Boas dirigiria um Toyota Hilux na competição automobilística. A frente do Shanghai foram 49 jogos, 30 vitórias, oito empates e 11 derrotas, um aproveitamento de 66,6 %.

#### Olympique de Marseille
No dia 28 de maio de 2019, notícias apontaram o treinador como futuro técnico do Olympique de Marseille, por um período de dois anos.
Em 2 de fevereiro de 2021, no entanto, anunciou que pedira demissão do Olympique de Marseille por divergência quanto a contratação de um jogador.

### Presidente do FCP
No dia 27 de abril de 2024, foi eleito o 32.º presidente do Futebol Clube do Porto, sucedendo a Jorge Nuno Pinto da Costa. André Villas-Boas conseguiu 21 489 votos, contra 5 224 de Pinto da Costa.
Villas-Boas tomou oficialmente posse do cargo de presidente no dia 7 de maio.

## Vida pessoal
Villas-Boas é irmão do actor João Villas-Boas, sobrinho paterno de D. Frei Ruy Gonçalo do Valle Peixoto de Villas Boas, neto paterno duma britânica, bisneto por varonia do 1.° Visconde de Guilhomil, sobrinho-bisneto paterno do 2.° Barão de Paçô Vieira e 1.° Conde de Paçô Vieira e trineto paterno do 1.° Barão de Paçô Vieira.
A avó materna de Villas-Boas era inglesa (com a excepção de um português tetravô), embora nascidos em Lordelo do Ouro, freguesia do Porto, cuja família do pai já estava estabelecida em Portugal, e cuja mãe se mudou de sua nativa Cheadle, Metropolitan Borough de Stockport, para Guimarães no início de 1900. Como resultado, Villas-Boas fala «inglês impecavelmente».
É casado desde 2004 com Joana Teixeira, tendo duas filhas: Benedita, nascida em 2009 e Carolina, nascida em 2010, e um filho, Frederico, nascido em 2015.

## Estatísticas
Atualizadas até 31 de maio de 2017
| Clube                  | Jogos | Vitórias | Empates | Derrotas | Aproveitamento |
| ---------------------- | ----- | -------- | ------- | -------- | -------------- |
| Académica              | 30    | 11       | 9       | 10       | 36,67%         |
| Porto                  | 58    | 49       | 5       | 4        | 84,48%         |
| Chelsea                | 40    | 19       | 11      | 10       | 47,50%         |
| Tottenham              | 80    | 44       | 20      | 16       | 55,00%         |
| Zenit                  | 101   | 62       | 20      | 19       | 61,39%         |
| Shanghai SIPG          | 49    | 30       | 8       | 11       | 66,66%         |
| Olympique de Marseille | 60    | 29       | 13      | 18       | 55,55%         |

## Títulos
Porto
- Supertaça Cândido de Oliveira: 2010
- Primeira Liga: 2010–11
- Liga Europa da UEFA: 2010–11
- Taça de Portugal: 2010–11

Zenit
- Campeonato Russo: 2014–15
- Supercopa da Rússia: 2015
- Copa da Rússia: 2015–16

### Prémios individuais
- Prémio CNID Treinador Revelação: 2010[51]
- 4.º melhor treinador de futebol do mundo no ranking anual da IFFHS (atrás de Josep Guardiola, José Mourinho e Alex Ferguson): janeiro de 2011
- Globos de Ouro: 2011 (Prémio Revelação)[52]
- Dragão de Ouro: 2011 (Prémio Revelação)[53]
- Treinador do Mês da Premier League: dezembro de 2012 e fevereiro de 2013[carece de fontes?]